# 宋朴
宋朴（?—?），南宋大臣，宋高宗时参知政事。
宋朴历任抚州州学教授、监察御史、御史中丞、侍讲、端明殿学士、龙图阁学士。绍兴二十二年（1152年）十月，担任签书枢密院事兼参知政事。绍兴二十三年（1138年）十月，宋朴请求罢职。宋高宗下诏让他以旧职奉祠。谏议大夫史才弹劾宋朴不自爱，违道罔俗，不应该以秘殿隆名宠信他，于是落职。宋孝宗隆興二年（1164年）以龙图阁学士致仕。